# Florian Vachon
Florian Vachon (Montluçon, 2 gennaio 1985) è un ex ciclista su strada francese, professionista dal 2008 al 2020.

## Carriera
Passa professionista nel 2008 con il team Roubaix-Lille Métropole, dove l'anno prima era stato stagista, e coglie la prima vittoria nel 2009 nella tappa d'apertura del Tour du Gévaudan Languedoc-Roussillon. 
Nel 2010 passa alla Bretagne-Schuller e si aggiudica la classifica finale del Tour du Finistère oltre a una tappa alla Route du Sud, mentre nel 2012 conquista la Classic Loire-Atlantique e la Parigi-Bourges, e nel 2013 si piazza secondo alla Quattro Giorni di Dunkerque. Rimane con la formazione bretone (divenuta Fortuneo e Arkéa) fino a tutto il 2020, sua ultima stagione da professionista, facendo sue la Classic Sud Ardèche 2014 e il Grand Prix de la Ville de Lillers 2020.

## Palmarès
- 2002 (Juniores)

Classique des Alpes
- 2007 (Under-23, due vittorie)

3ª tappa Tour du Haut Anjou (La Poueze > Segré)
4ª tappa Tour du Haut Anjou (Segré > Château Gontier)
- 2009 (Roubaix Lille Métropole, una vittoria)

3ª tappa Tour du Gévaudan Languedoc-Roussillon (Mende > Mende Montée Laurent Jalabert)
- 2010 (Bretagne-Schuller, tre vittorie)

1ª tappa Circuit des Ardennes (Revin > Revin)
Tour du Finistère
1ª tappa Route du Sud (Carmaux > Saint-Gaudens)
- 2012 (Bretagne-Schuller, tre vittorie)

Classic Loire-Atlantique
1ª tappa Critérium International (Porto-Vecchio > Porto-Vecchio)
Parigi-Bourges
- 2014 (Bretagne-Schuller, una vittoria)

Classic Sud Ardèche
- 2020 (Team Arkéa-Samsic, una vittoria)

Grand Prix de la Ville de Lillers

### Altri successi
- 2006 (Under-23)

Tour des communes de la vallée du Bédat
- 2007 (Under-23)

Circuit Boussaquin
Classifica a punti Tour du Haut Anjou
- 2008 (Roubaix Lille Métropole)

Izegem Koers
- 2010 (Bretagne Schuller)

Circuit Boussaquin
- 2016 (Fortuneo - Vital Concept)

Criterium Dun-le-Palestel

## Piazzamenti

### Grandi Giri
- Tour de France

2014: 103º
2015: 88º
2016: 105º
2017: 103º
2018: 99º
2019: 123º

### Classiche monumento
- Milano-Sanremo

2020: 130º
- Parigi-Roubaix

2011: ritirato
2012: ritirato
2013: ritirato
- Liegi-Bastogne-Liegi

2016: 88º
2018: ritirato
2019: ritirato

### Competizioni mondiali
- Campionati del mondo

Stoccarda 2007 - In linea Under-23: 8º
Richmond 2015 - In linea Elite: ritirato

### Competizioni europee
- Campionati europei

Sofia 2007 - In linea Under-23: 8°